# هليلج لامع

هليلج لامع (الاسم العلمي:Terminalia lucida) هو نوع نباتي يتبع جنس الهليلج من الفصيلة القمبريطية.